# Kloster Nový Dvůr
Das Kloster Nový Dvůr (deutsch Neuhof) ist eine Trappistenabtei im Bezirk Karlsbad, Tschechien. Es befindet sich anderthalb Kilometer östlich der zu Toužim gehörigen Ortschaft Dobrá Voda im Tepler Hochland auf einer Hochfläche über dem Zusammenfluss des Bezděkovský potok und Úterský potok.

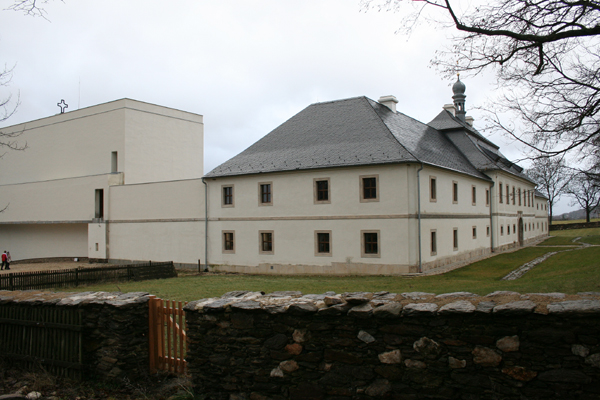
Kloster von Nový Dvůr

## Geschichte

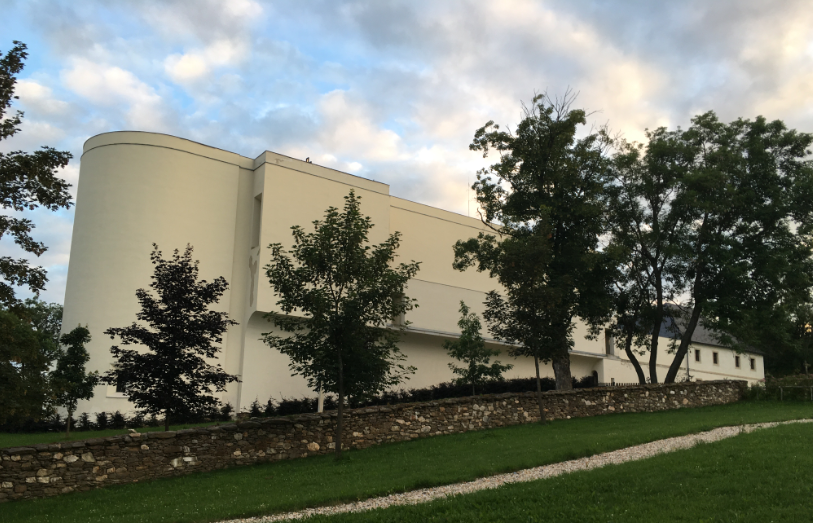
Abteikirche

Ursprünglich war das Kloster ein barocker Bauernhof, der im Jahr 1760 vermutlich durch Kilian Ignaz Dientzenhofer erbaut worden war.
1999 erwarben Mönche aus der französischen Abtei Sept-Fons das verfallene Anwesen in der Diözese Pilsen mit der Hilfe von anderen Klöstern des Ordens. 2000 wurde mit den Baumaßnahmen begonnen, die u. a. die Restaurierung der alten Gebäude und die Errichtung einer Kirche umfassten, und unter der Leitung des britischen Architekten John Pawson stehen. Noch vor seiner Vollendung hat das Kloster Nový Dvůr aufgrund seiner modernen, minimalistischen Architektur die Aufmerksamkeit auf sich gezogen. Fotografisch wurde die Klosteranlage von Jens Weber fotografisch dokumentiert.
Am 24. September 2011 wurde das Priorat Nový Dvúr vom Generalkapitel der Zisterzienser der strengeren Observanz – Trappisten – in Assisi per 8. Dezember 2011 zur Abtei erhoben. Erster Abt wurde Samuel Lauras OCSO.